# The WB
The WB Television Network (scurtat ca The WB, stilizat ca THE WB și poreclit "Frog Network" sau "The Frog" pentru fosta sa mascotă Michigan J. Frog) a fost un canal de televiziune lansat la 11 ianuarie 1995, ca un joint venture între divizia Warner Bros. Entertainment a Time Warner și subsidiara Tribune Broadcasting a Tribune Company, cu primul acționând ca partener de control (și de unde The WB și-a primit numele). Canalul a difuzat programe care au vizat a adolescenții și tinerii adulți între 13 și 35 de ani, în timp ce divizia sa pentru copii, Kids' WB, a vizat copii între 4 și 12 ani.
Pe 24 ianuarie 2006, Warner Bros. și CBS Corporation au anunțat planuri să înlocuiască canalele lor subsidiare respective, The WB și UPN, cu The CW mai târziu în acest an. The WB și-a încheiat operațiunile pe 17 septembrie 2006, cu unele programe atât de la acesta cât și de la competitorul UPN (care a fost închis pe 15 septembrie) mutându-se pe The CW când s-a lansat ziua următoare, 18 septembrie.
Time Warner a reutilizat marca WB pentru un canal online lansat la 28 aprilie 2008. Până când a fost închis în decembrie 2013, site-ul web a permis utilizatorilor să urmărească seriale difuzate pe fostul canal de televiziune și de asemenea programe de la serviciul defunct In2TV creat înainte de spin-off-ul lui Time Warner al AOL. Site-ul web putea fi accesat numai în Statele Unite.